# Triatlon a 2015. évi Európa-játékokon
A 2015. évi Európa-játékokon a triatlonban összesen 2 versenyszámot rendeztek. A triatlon versenyszámait június 13. és 14. között tartották.

## Éremtáblázat
(A táblázatokban a rendező ország sportolói eltérő háttérszínnel, az egyes számoszlopok legmagasabb értéke vagy értékei vastagítással kiemelve.)
|          | Ország               | Arany | Ezüst | Bronz | Összesen |
| 1.       | Nagy-Britannia (GBR) | 1     | 0     | 0     | 1        |
|          | Svájc (SUI)          | 1     | 0     | 0     | 1        |
|          |                      |       |       |       |          |
| 3.       | Hollandia (NED)      | 0     | 1     | 0     | 1        |
|          | Portugália (POR)     | 0     | 1     | 0     | 1        |
|          |                      |       |       |       |          |
| 5.       | Azerbajdzsán (AZE)   | 0     | 0     | 1     | 1        |
|          | Svédország (SWE)     | 0     | 0     | 1     | 1        |
| Összesen | Összesen             | 2     | 2     | 2     | 6        |

## Érmesek
| versenyszám  | arany                                | ezüst                           | bronz                                  |
| Férfi egyéni | Gordon Benson · Nagy-Britannia (GBR) | João Silva · Portugália (POR)   | Rostyslav Pevtson · Azerbajdzsán (AZE) |
| Női egyéni   | Nicola Spirig · Svájc (SUI)          | Rachel Klamer · Hollandia (NED) | Lisa Norden · Svédország (SWE)         |